# 法明頓鎮區 (堪薩斯州斯塔福德縣)
法明頓鎮區（英語：Farmington Township）為美國堪薩斯州斯塔福德縣轄下的鎮區。2010年美国人口普查中此鎮區人口有604人。

## 地理
法明頓鎮區涵蓋總面積為93.6平方（36.13平方英里），其中陸地面積為93.6平方（36.13平方英里），水域面積為0平方（0.00平方英里）或0.00%。

## 人口統計
根據2010年美國人口普查，法明頓鎮區人口有604人，其中男性有291人，女性有313人，人口密度為每平方公里6.46人，住房計259戶。鎮區內的白人有491人，非裔美國人有1人，美洲原住民有7人，亞裔美國人有2人，太平洋島裔美國人有0人，其他種族有92人，混血種族則有11人。此外鎮區內有190人為西班牙裔或拉丁裔美國人。此鎮區之年齡中位數為32.2歲，而男性年齡中位數為29.6歲，女性年齡中位數為34.8歲。

## 交通

### 主要公路
- 50號美國國道